# Valentin Feldman
Pour les articles homonymes, voir Feldman.
Valentin Feldman (en russe, Валенти́н Фе́льдман), né le 23 juin 1909 à Saint-Pétersbourg, dans l'Empire russe, et mort fusillé le 27 juillet 1942  au Mont-Valérien, en France, est un philosophe français spécialiste d'esthétique et un résistant de la Seconde Guerre mondiale.

## Biographie

### Enfance et études
Enfant unique d'une famille juive laïque, Valentin Feldman grandit dans un milieu bourgeois aisé de Saint-Pétersbourg où travaille son père. Celui-ci disparaît en juin 1916 dans le naufrage du Mercure, coulé en mer Noire par un sous-marin allemand. Ils s’installent à Kherson, auprès de la famille de sa mère Esther. Valentin vit désormais seul avec sa mère, qui assure la survie du foyer en donnant des leçons de piano. Ensemble, ils subissent l'enchaînement meurtrier des opérations militaires, des épidémies et de la famine accompagnant la guerre civile russe des années 1918 à 1922. En juin de cette année, ils quittent la Russie soviétique pour s'installer en France.
Vivant à Paris, Valentin Feldman est scolarisé au lycée Henri-IV, où il se lie notamment d'amitié avec Maurice Schumann et Simone Weil, en compagnie desquels il assiste aux cours du philosophe Alain. En 1927, à l'issue de l'année de terminale, il décroche le premier prix de philosophie au concours général. Il devance Claude Jamet dans un palmarès où figurent par ailleurs Georges Pompidou, Louis Poirier (futur Julien Gracq) et Maurice Schumann.
Valentin Feldman poursuit ses études de philosophie à la Sorbonne, où il devient l'élève et le disciple de Victor Basch. C'est ce dernier qui l'oriente vers des études ayant trait à l'esthétique. Étudiant brillant, il échoue toutefois à plusieurs reprises à l'agrégation, à cause de sa méconnaissance du grec et du zéro éliminatoire qui en découle, si bien qu'il lui faut attendre 1939 pour obtenir le concours. Ses études puis ses échecs répétés à l'agrégation ont eu pour conséquence inattendue de le voir se lier d'amitié avec de nombreux jeunes intellectuels ayant pour noms, outre ceux précédemment cités, Ferdinand Alquié, Simone de Beauvoir, Pierre Hervé, Claude Lévi-Strauss, Jean Marcenac, Jean-Paul Sartre, Jacques Soustelle, Jean-Pierre Vernant, André Weil-Curiel ou encore René Zazzo.
Valentin Feldman obtient la nationalité française au début de l'année 1931.

### Recherches en esthétique et engagement politique
Après avoir consacré un DES au philosophe matérialiste des Lumières Paul Henri Thiry d'Holbach, Valentin Feldman reçoit la commande de rédiger une synthèse sur l'état de la connaissance esthétique en France. En 1936, paraît chez Félix Alcan le seul essai publié de son vivant, L'Esthétique française contemporaine, dans la collection « Nouvelle Encyclopédie philosophique », dirigée par le philosophe Henri Delacroix. Depuis 1929, il collabore à la Revue de synthèse historique, puis à la Revue de synthèse qui lui fait suite, et devient responsable-adjoint de la section de synthèse historique au Centre international de synthèse dirigé par Henri Berr. Il rédige des articles, ainsi que de nombreux comptes rendus de lecture, dont plusieurs portent sur les essais de Gaston Bachelard, avec qui il noue une relation suivie. Il collabore aussi aux Annales sociologiques et au Journal de psychologie.
À la veille de la guerre, ses recherches portent sur la laideur et le fantastique. Valentin Feldman envisage même de consacrer une thèse à l'« esthétique du laid », que ses échecs répétés à l'agrégation puis la guerre empêchent de voir se concrétiser.
Sur le plan politique, Valentin Feldman a milité à l'Union fédérale des étudiants (UFE) durant ses études universitaires, mais hésite longuement entre socialisme et communisme. Il participe à l'été 1930 aux toutes premières rencontres du Sohlberg, organisées en Allemagne par Otto Abetz. Par la suite, il intègre le Cercle Russie Neuve, proche de l'URSS, et y côtoie Georges Politzer. Mais c'est finalement à la 5e Fédération de la SFIO de la Seine, dirigée par Jean Zyromski, qu'il choisit d'adhérer. Soutien actif du Front populaire, il rejoint à l'été 1936 le Comité d'action socialiste pour l'Espagne (CASPE) qui soutient la République espagnole en guerre. C'est en 1937 qu'il franchit le pas de l'adhésion au PCF, alors qu'il est rédacteur à Clarté, « revue du Comité mondial contre la guerre et le fascisme », et qu'il vient de traduire en français le roman de l'écrivain soviétique Nicolas Ostrovski, Et l'acier fut trempé…, un « roman culte des bolcheviques », pour le compte des Éditions sociales internationales. 
Il fait l'apologie de l’URSS, y compris dans les revues universitaires comme la Revue de synthèse. Défenseur acharné de l’URSS, Valentin Feldman est un « stalinien sans états d’âme », dédicaçant un ouvrage à Maurice Thorez « avec son salut bolchevik ».
Nommé enseignant à Fécamp (Seine-Maritime - alors Seine-Inférieure), il milite activement dans la section communiste locale. Il adhère après Munich à l'Union des intellectuels français pour la justice, la liberté et la paix (UDIF) et vient en aide aux réfugiés espagnols de la guerre civile.

### La guerre et l'Occupation

#### La Drôle de Guerre et la défaite de mai-juin 1940
Bouleversé par l'annonce du pacte germano-soviétique d'août 1939, il décide de partir volontairement aux armées, alors qu'il bénéficie d'une réforme pour une maladie de cœur. Il est affecté dans une compagnie hippomobile à Rethel (Ardennes), où il entame en janvier 1940 la rédaction de ce qui devient son Journal de guerre (1940-1941).
Surpris par l'attaque allemande du 10 mai 1940, il subit avec son unité de nombreuses attaques aériennes et manque d'être tué lors du bombardement de Toucy (Yonne), le 15 juin 1940. Pour sa conduite au feu, il obtient la Croix de guerre.

#### Le statut des juifs et l'exclusion de l'enseignement
Nommé en octobre 1940 à Dieppe (Seine-Inférieure), Valentin Feldman reste de longs mois sous la menace d'une révocation en vertu du statut des juifs. Sa distinction militaire lui offre une dérogation, mais il doit se faire recenser. Parmi les élèves de sa classe de philosophie figure le futur historien du cinéma Pierre Billard.
En juin 1941, la promulgation du second statut des juifs scelle son destin. Quelques semaines plus tard, sa révocation, signée de la main même du ministre de l’Éducation nationale, Jérôme Carcopino, l'exclut de l'enseignement. Il exerce encore jusqu'à l'automne 1941 au cours libre de Luneray, au sud de Dieppe.
Il divorce également à la même époque de sa femme — non juive — pour soustraire sa fille unique qui se cache en zone non-occupée à d'éventuelles persécutions.

#### La résistance des idées et des armes
Peu après sa nomination à Dieppe à la fin de 1940, Valentin Feldman effectue des missions de liaison entre Dieppe, Rouen et Paris, comme membre de l'Organisation spéciale (OS). La direction régionale du PCF, sous la direction d'André Pican, lui confie la tâche de rédiger des tracts, puis un journal clandestin pour la région dieppoise, L'Avenir normand, en compagnie de l'institutrice Marie-Thérèse Lefebvre. Il donne également des textes (aujourd'hui perdus) à La Vérité clandestine de Rouen et collabore enfin aux deux numéros de La Pensée libre clandestine, animée par Georges Politzer, Jacques Decour et Jacques Solomon.
S'engageant dans des actions directes après la rupture du pacte germano-soviétique, il entre dans la clandestinité à l'automne 1941 et rejoint les groupes de combat de le l'OS de Rouen, dirigés par Michel Muzard et Madeleine Dissoubray. Il participe à plusieurs opérations, comme des inscriptions sur des murs, l'envoi d'un pavé dans la vitrine d'un commerçant collaborationniste.

#### Arrestation, condamnation à mort et exécution
Arrêté en février 1942, après un sabotage à la Compagnie des métaux de Déville-lès-Rouen, Valentin Feldman est incarcéré à la prison Bonne-Nouvelle, où il est mis au secret. Il est suspecté sans preuve d’avoir participé à une action armée.
Transféré à Paris, il est jugé par un tribunal militaire allemand et condamné à mort le 18 juillet 1942. Les tentatives mises en œuvre pour le sauver — notamment par René Zazzo — n'aboutissent pas, d'autant que le philosophe a refusé de signer sa demande de grâce.

Le 27 juillet 1942, il est fusillé à la forteresse du Mont-Valérien. S'adressant aux soldats allemands du peloton d'exécution, il leur lance ces mots qui lui sont attribués à titre posthume : 

« Imbéciles, c'est pour vous que je meurs ! »

Sa dépouille est inhumée au cimetière d'Ivry-sur-Seine.
Valentin Feldman est homologué FTP - groupe Musée de l'Homme et la mention Mort pour la France lui est attribuée par le Secrétariat général aux Anciens Combattants en date du 8 novembre 1945.

## Postérité
Les communistes ont fait de Valentin Feldman un héros, dès le début 1944, en le nommant parmi les intellectuels exemplaires dans les Cahiers du communisme. Dans les années d’après-guerre, son nom est régulièrement cité dans les hommages émanant des intellectuels du Parti communiste français (PCF). 
À partir de 1948, son nom apparaît sur les murs du Panthéon aux côtés des écrivains morts pour la France pendant la Seconde Guerre mondiale. 

### Philosophie
Trop brève, l'œuvre philosophique de Valentin Feldman n'a pas rencontré une postérité importante, quoique l'un de ses lecteurs les plus attentifs ait été le peintre René Magritte qui écrit à un proche : 

« L'Esthétique française contemporaine par Feldman […] est le premier livre traitant l'esthétique sérieusement qu'il m'arrive de lire. »

De même, il existe une traduction italienne de l'ouvrage datée de 1945, qui illustre la résonance, limitée mais réelle, des travaux de Feldman à l'étranger. Il faut cependant attendre 2006 pour que ses écrits soient redécouverts sous un nouvel angle avec la parution du Journal de guerre (1940-1941) contenant d'importants développements sur l'esthétique ou la morale.

### Dernières paroles
Les derniers mots prononcés par le philosophe au moment de mourir ont fortement marqué ses contemporains. À tel point qu'ils ont été repris par de nombreux intellectuels parmi lesquels Louis Aragon, José Corti, Paul Eluard, Louis Parrot, Claude Roy, Jean-Paul Sartre, Maurice Schumann ou Vercors.
Des dirigeants politiques communistes comme Maurice Thorez ou Charles Tillon les ont également cités. En parallèle, Jean Marcenac a évoqué la figure de Valentin Feldman dans plusieurs de ses poèmes.
En 1988, le cinéaste Jean-Luc Godard consacre un court-métrage aux dernières paroles du philosophe, Le Dernier Mot (12 min). Godard citera encore Feldman dans ses deux versions, papier et film, de son/ses Histoire(s) du cinéma (1998).

### Monuments et plaques commémoratives
Le nom de Valentin Feldman apparaît sur plusieurs monuments :
- Panthéon (Paris), plaques aux écrivains morts pendant la Seconde Guerre mondiale
- Sorbonne (Paris), plaque de l'escalier d'honneur
- Musée de l'Homme (Paris), plaque déposée
- Mémorial du Mont-Valérien (Hauts-de-Seine)
- Lycée d’Étampes (Essonne), plaque aux morts des guerres
- Lycée Guy-de-Maupassant (Fécamp), salle « Valentin-Feldman »
- Monument à la Résistance (Rouen)
- Monument aux morts (Dieppe)
- École maternelle[11] « Valentin-Feldmann [sic] » (Dieppe)
- Rue Valentin-Feldmann [sic] (Dieppe)

### Hommages
- Jean-Luc Godard, Le Dernier Mot, 1988, 12'.
- Jean-Luc Godard, Histoire(s) du cinéma, Paris, Gallimard, 1998, et film, 1988-1998, 266'.

## Écrits

### Essais
- L'Idée de Dieu dans la philosophie de D'Holbach, mémoire de DES, inédit, 1930
- L'Esthétique française contemporaine, Paris, Félix Alcan, 1936
- Journal de guerre (1940-1941), Tours, Farrago, 2006

### Traductions (du russe)
- I.K. Luppol, Diderot. Ses idées philosophiques, Paris, Éditions sociales internationales, 1936
- Nicolas Ostrovski, Et l’acier fut trempé…, préface de Romain Rolland, Paris, Éditions sociales internationales, 1937
- Lettres de Lénine à Gorki (manuscrit perdu à cause de la guerre)

### Contributions à des ouvrages collectifs
- « Structures formelles de la laideur », in (coll.), Deuxième Congrès international d’esthétique et de science de l’art, tome I, Paris, Félix Alcan, 1937, p. 162-167
- « La science esthétique comme voie d’accès à la sociologie », in Célestin Bouglé (dir.), Les convergences des sciences sociales et l’esprit international., Paris, Paul Hartmann, 1938, p. 125-129
- « Le problème des classes moyennes en U.R.S.S. », in Célestin Bouglé (dir.), Inventaire, tome III, Classes moyennes, Paris, Félix Alcan, 1939, p. 251-286

### Contributions à des revues ou des périodiques
- Revue de Synthèse historique (1929-1930)
- Revue de Synthèse (1930-1938)
- Science (1936-1937)
- Annales sociologiques (1936-1938)
- Journal de Psychologie (1938)
- Clarté (1937-1939)
- L'Avenir normand clandestin, édition de Dieppe (1941)
- La Vérité clandestine, édition de Rouen (1941)
- La Pensée clandestine (1941-1942)

### Témoignages sur Valentin Feldman
- Louis Aragon, L’Homme communiste, tome I, Paris, NRF, Gallimard, 1946
- José Corti, Souvenirs désordonnés (…-1965), Paris, José Corti, 1983, réédition coll. « 10/18 », 2003
- Esther Feldman. Mon Fils. Valentin Feldman 1909-1942, Paris, chez l’auteur, 1948
- Esther Feldman. Tu es immortel. Mon fils Valentin Feldman 1909-1942, Paris, chez l’auteur, 1949
- Esther Feldman. Dialogue devant ta tombe. Mon fils Valentin Feldman 1909-1942, Paris, chez l’auteur, 1951
- Etienne Manac'h, Journal intime. Paris, Berlin, Moscou, Barcelone, 1926-1939, Morlaix, Skol Vreizh, 2008.
- Jean Marcenac. Je n'ai pas perdu mon temps, Paris, Messidor/Temps Actuels, 1982
- Jean-Paul Sartre. Cahiers pour une morale, Paris, NRF, Gallimard, coll. « Bibliothèque de philosophie », 1983
- Marcel Schneider. L’Éternité fragile, tome 2, Innocence et vérité, Paris, Grasset, 1991
- Bianka Zazzo. Une mémoire pour deux, Liège, Éditions Mardaga, 2000

### Études historiques
- Pierre-Frédéric Charpentier, « Imbéciles, c’est pour vous que je meurs ! » Valentin Feldman (1909-1942), Paris, CNRS Éditions, 2021, 330 p.

### Citations
- « Tout est sexuel : l'art comme le reste. » (L'Esthétique française contemporaine, p. 32)
- « Contempler les choses, c'est les faire vivre en leur faisant le don de notre propre vie. » (Id., p. 42)
- « La fonction sociale de tous les juges consiste à rendre une justice de classe, autant dire à légaliser l’injustice. » (Clarté, n° 26, novembre 1938, p. 1007)
- « Quand nos prisonniers souffrent en Allemagne, il est scandaleux de voir la gueule de leurs geôliers à l’honneur des vitrines françaises. » (panneau laissé en évidence après le bris de la devanture d'un photographe de Rouen exposant des portraits de militaires allemands, décembre 1941)
- « Imbéciles, c'est pour vous que je meurs ! » (derniers mots prononcés au moment d'être fusillé, 27 juillet 1942)